# Pensja (szkoła)
Pensja – dawna nazwa szkół prywatnych lub prowadzonych przez organizacje kościelne, często z internatem. Najczęściej pensje były przeznaczone dla dziewcząt, choć istniały również pensje chłopięce. 
W Polsce pensje funkcjonowały od XVIII do XIX wieku. Uczęszczały do nich dziewczęta z wyższych warstw społecznych (szlachty, zamożnego mieszczaństwa, później także urzędników), uzupełniając podstawową edukację domową; nie chodziły do nich na ogół córki arystokracji, uczone w domu przez wynajętych nauczycieli. Początkowo nauka na pensji trwała 2–3 lata, pod koniec XIX wieku 6–7 lat. 